# Franse buldog
De Franse buldog is een kleine, stevige en gespierde hond. Kenmerkend is de kleine merkwaardig gevormde schedel met een platte en brede neus en rechtopstaande oren. De staart is zeer kort en de vorm lijkt vaak op een komma.
De richtlijnen van het FCI schrijven een gewicht voor van tussen acht en veertien kilo. Een volwassen mannetje is echter veelal flink zwaarder. Ook de schofthoogte is vaak meer dan de standaard. Voor een reu tussen 27 en  35 cm en voor een teef tussen 24 en 32 cm. De gemiddelde leeftijd ligt tussen 10 en 12 jaar.

## Geschiedenis
Over de geschiedenis van de Franse buldog zijn kynologen het niet eens. Een voor de hand liggende veronderstelling is dat het dier afstamt van de Engelse buldog. Deze zou gekruist zijn met kleine Franse terriërs, waarna de Franse buldog met staande oren ontstond. Deze kleine buldoggen, 'toy bulldoggen' genoemd, werden gefokt rond Nottingham in Engeland. Ze waren populair bij arbeiders. Vanwege gebrek aan werk in Engeland vestigden veel Engelse arbeiders zich in de negentiende eeuw in Noordwest-Frankrijk, ze namen hun toy bulldoggen mee. Het ras werd in het begin van de 20e eeuw als vechthond populair in Zuid-Franse steden. Men gebruikte de dieren voor gevechten tegen stieren in grote arena's. Het ras werd in 1898 officieel erkend, als eerste in de Verenigde Staten.

## Kenmerken

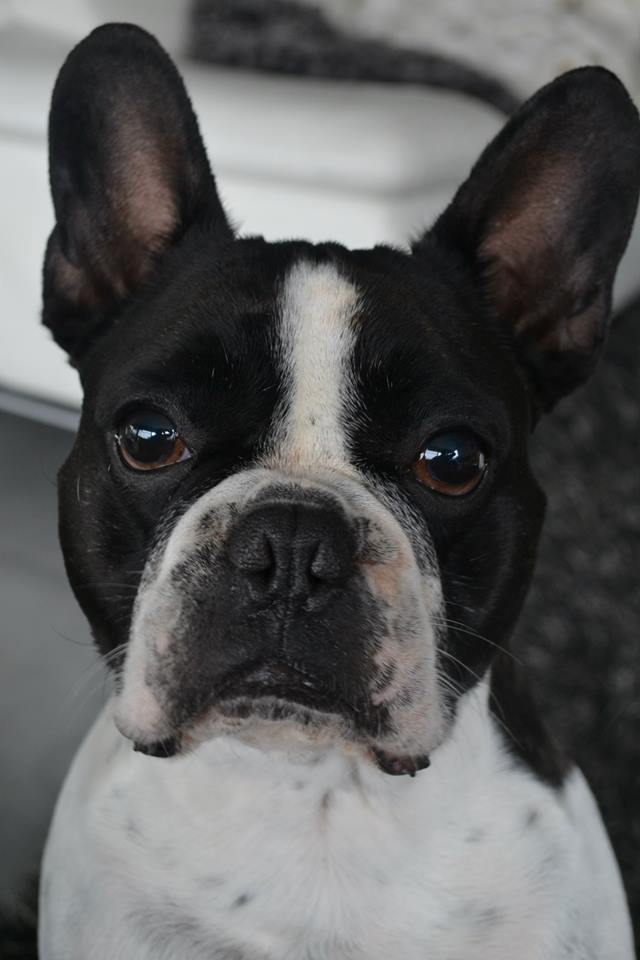
Franse buldog

De Franse buldog is vooral een gezelschapshond, hoewel de hond zeer waaks is. Het dier wordt ongeveer 10 à 12 jaar oud. Volgens de rasstandaard moet een Franse buldog een schouderhoogte hebben van 24 tot 35 cm. Hij heeft een dichte, glanzende korte vacht. De toegestane kleuren zijn: gestroomd, fawn en van deze twee kleuren de bonte variant (gestroomd-bont en fawn-bont). Volledig witte honden zijn ook toegestaan en vallen onder de bonte categorie.
De Franse buldog heeft een levendig karakter en is een mensenvriend. De hond kan meestal goed opschieten met kinderen. De buldog heeft vanwege zijn koppige karakter een consequente opvoeding nodig en kan onstuimig zijn. Als de hond goed opgevoed en gesocialiseerd is, gaat hij in het algemeen goed samen met andere huisdieren. Het dier is erg op zijn baas gericht. Als de baas onvoldoende aandacht geeft kan hij jaloers reageren. Een Franse buldog is moedig, nieuwsgierig en zal een uitdaging met een (veel) grotere hond niet uit de weg gaan. Hij kan over het algemeen het beste overweg met andere (bul)dogachtigen: die begrijpen zijn lichaamstaal en gedrag het beste.
Het forsgebouwde dier kan zijn warmte slecht kwijt. Het verrichten van zware inspanningen bij hogere temperaturen is daardoor ongezond. De meeste Franse buldogs doen het bij warmte instinctief rustig aan. De abnormale bouw van de kop levert gezondheidsrisico's op, ogen en gezichtsplooien vereisen daarom extra verzorgingsaandacht.

## Gezondheid
Door de kleine schedel en platte snuit heeft de Franse buldog vaak te kampen met ernstige ademhalingsproblemen (brachycefaal obstructief syndroom). Hierdoor komt het dier bij inspanning al snel in ademnood. Dit wordt nog verergerd doordat de luchtpijp vaak te nauw is. Ook loopt de Franse buldog een hoog risico op een hernia en andere rugklachten (hemivertebrae), omdat de korte en gedraaide staart vaak voor afwijkingen in de wervelkolom zorgt. Doordat de staart te veel in de huid drukt ontstaat vaak staarteczeem. Daarnaast heeft dit ras vaak last van gebitsafwijkingen en ontstekingen door een te korte onderkaak. Door zijn geplooide huid loopt de Franse buldog ten slotte ook een groter risico op huidinfecties (huidplooidermatitis).
Sommige luchtvaartmaatschappijen vervoeren vanwege de gezondheidsrisico's geen Franse buldogs.